# خربة القط
خربة القط هو موقع أثري يعود تاريخه إلى العصر البرونزي المبكر وحتى العصر البيزنطي والعصر الإسلامي المبكر. يقع الموقع على تلة وحولها بين قرية اللبن الشرقية الحالية ومستوطنة معاليه ليفونا الإسرائيلية. يشير اكتشاف مجمعات الاختباء والميكفاه تحت الأرض في القرنين العشرين والحادي والعشرين إلى أن الموقع أصبح مستوطنة يهودية خلال فترة الهيكل الثاني، وأن سكانها شاركوا في ثورة بار كوخبا.

## تاريخ
إن أقدم دليل على النشاط البشري واستيطان موقع خربة القط هو ما توفره لنا الفخاريات والبقايا الهيكلية التي يعود تاريخها إلى العصر البرونزي المبكر والعصر الحديدي الثاني في مسح أثري أجري في سبعينيات القرن العشرين. وقد اكتشفت دراستان أخريان، نُشرتا في عامي 1997 و2001، المزيد من القطع الأثرية والبقايا في الموقع أو بالقرب منه، مثل العديد من الميكفاه والصهاريج ومواقع الدفن. وقد تم تأريخها مرة أخرى إلى العصر الحديدي الثاني، ولكن أيضًا إلى "العصور الفارسية، والهلنستية، والرومانية، والبيزنطية، والإسلامية المبكرة".
وقد اكتشف مسح أجري عام 2014 المزيد من الأدلة على الاستيطان البشري، مثل المزيد من المباني والمحاجر والمواقع الزراعية. وربطت الدراسة أيضًا بين ميكفاه تم اكتشافه سابقًا وموقع خربة القط. وبسبب بعدها عن الموقع الرئيسي، قام المساحون السابقون بتصنيفها ضمن مستوطنة منفصلة تقع على بعد أقل من 200 متر. ومع ذلك، زعم رافيف، وهار إيفن، وتافجر أن "وجود... العديد من المقابر القريبة التي تنتمي إلى مقبرة خربة القط" يثبت وجود ارتباط أقوى بكثير بالموقع الآخر. وقد طرحوا فرضية مفادها أن المسارات تم إنشاؤها فيما يتعلق بمواقع الدفن، أو ربما لعمال الزراعة في المستوطنة.
ونظر المسح الذي أجري عام 2014 أيضًا إلى مجمعات الاختباء تحت الأرض المصممة بشكل غير منتظم، والتي من المحتمل أنها تم تحويلها من كهوف التخزين واستخدمها السكان اليهود أثناء ثورة بار كوخبا. وعلى عكس مجمعات الاختباء الأخرى التي بناها اليهود خلال هذه الفترة، فإن المجمعات في موقع خربة القط تفتقر إلى نظام الأنفاق النموذجي؛ ووفقًا للمساحين، لم يكونوا متأكدين من طبيعة الكهوف الدقيقة حتى اكتشاف أدوات الطبخ التي تم تأريخها بشكل قاطع إلى تلك الفترة الزمنية. وفي حفريات لاحقة عام 2015 أجرتها هيئة الآثار الإسرائيلية تم اكتشاف مجموعة من عملات ثورة بار كوخبا أيضًا.
خلال المسوحات الأولى، حاول أحد الباحثين ربط الموقع بلكيتيا، وهي قرية تم تحديدها في المدراش كموقع لحامية رومانية أثناء الثورة. هذا الارتباط المحدد مثير للجدل ولم يتم اعتماده في الأوساط الأكاديمية بسبب عدم وجود أدلة أثرية. ومع ذلك، فإن الغالبية العظمى من الفخار وغيره من الأدلة على الاستيطان البشري المكتشفة في الموقع يعود تاريخها إلى الاحتلال الروماني لبلاد الشام، مما يشير إلى أن الاستيطان كان في أكبر حجم له في ذلك الوقت تقريبًا، وبسبب العملات المعدنية ومجمعات الاختباء، فمن المرجح أن يكون سكان المنطقة قد شاركوا في الثورة. تم التخلي عن موقع خربة القط بعد نهاية الثورة ونهاية المجتمع اليهودي في المنطقة، على الرغم من أن الحفريات التي أجريت عام 2015 أشارت إلى أن الهجر الجزئي ربما حدث في وقت مبكر من الحرب اليهودية الرومانية الأولى.

## العصر الحديث
بعد بار كوخبالت، تم التخلي عن المستوطنة. وقد تم إدراجه في خريطة فلسطين الانتدابية عام 1945. أقرب القرى الحديثة هي قرية اللبن الشرقية والمستوطنة الإسرائيلية معاليه ليفونا، والتي يقع الموقع بينهما.